# Gunnar Werner
För majoren med samma namn, se Gunnar Werner (officer). För företagsledaren med samma namn, se Gunnar Werner (företagsledare).
Jan Gunnar Werner, född 12 oktober 1931, död 24 februari 2021 i Älvsborgs församling, var en svensk arkitekt som verkade på White arkitekter
Gunnar Werner tog examen vid Chalmers 1959. Werner arbetade på White arkitekter 1956–1996 och deltog i uppförandet av flera miljonprogramsområden i Göteborg: Tynnered, Hjällbo, Hammarkullen, Gårdsten och Rannebergen. I uppförandet av Hjällbo arbetade Werner tillsammans med Rune Falk. Han har beskrivits som en av hjärnorna bakom Miljonprogrammet. White och Werner prisades av Per och Alma Olssons fond för Rannebergen för årets bästa byggnad i Göteborg 1974.
Gunnar Werner och White arbetade även med fabriker åt Volvo, bland annat Uddevallaverken och en Volvo Penta-fabrik i Kina. Om sitt yrkesliv och projekt han deltog i skrev han om i boken Gunnars Dagbok - 49 år som arkitekt - ett favoriserat slit. Werner är begravd på Lundby gamla kyrkogård.